# Левшин, Николай Гаврилович
Николай Гаврилович Левшин (2 [13] января 1788, Москва — 1845, село Введенское, Болховский уезд, Орловская губерния) — орловский помещик, ополченец 1812 года. Оставил записки (Домашний памятник… // Русская Старина. — 1873), ценные для характеристики московских и помещичьих нравов начала XIX в.

## Биография
Родился в дворянской семье. С детства был записан в лейб-гвардии егерский полк. В 1805 году участвовал в походе в Австрию, в том числе в Аустерлицком сражении 20 ноября (2 декабря); в 1807 году — в Пруссию, где при селении Ломиттен был ранен в грудь. Вследствие ранения в 1810 году вышел в отставку.
С началом войны 1812 года вступил в пензенское ополчение и находился на службе по 1814 год, после чего вышел в отставку. Жил в своём имении Введенское, в Орловской губернии, где и скончался в 1845 году.

### Семья
Отец — Гаврила Федулович Левшин (1755—1820-е), мать — Мария Петровна Апухтина (1760-е — ?).
Сын — Пётр.

## Мемуары
С 1840 года писал тетради («Домашний Памятник»), в которых изложил характерные черты жизни дворян своего времени, генеалогию своего рода. «Домашний Памятник» был издан «Русской Стариной» в 1873 и 1876 годах по тетрадям, доставленным в редакцию сыном Н. Г. Левшина.
- Левшин Н. Г. Домашний памятник… 1788—1804 // Русская старина. — 1873. — Т. 8, № 12. — С. 823-852.
- Левшин Н. Г. Домашний памятник… 1807 / Публ. и примеч. Н. П. Барышникова // Русская старина. — 1876. — Т. 16, № 5. — С. 59-72.

## Награды
- орден Святой Анны 3-й степени
- золотое оружие «За храбрость»